# 埃克塞爾西奧鎮區 (愛荷華州迪金森縣)
埃克塞爾西奧鎮區（英語：Excelsior Township）是位於美國愛荷華州迪金森縣的一個行政鎮區。

## 地方資料
根據2010年美國人口普查的數據，埃克塞爾西奧鎮區的面積為94.16平方千米，當中陸地面積為93.86平方千米，而水域面積為0.30平方千米。當地共有人口186人，而人口密度為每平方千米1.98人。